# Ateralphus variegatus
Ateralphus variegatus là một loài bọ cánh cứng trong họ Cerambycidae.